# Ford Explorer EV
A Ford Explorer egy akkumulátoros elektromos kompakt crossover SUV ( C-szegmens ), amelyet a Ford európai tevékenysége során gyártott.  A németországi Kölnben gyártott és főleg Európában forgalmazott jármű a Volkswagen Group MEB platformján alapul. A jármű nevét és formatervezési inspirációját  az Egyesült Államokban gyártott nagyobb SUV- val osztja meg, amelyet a Ford „amerikai örökségünk felé mutat” választott.  
Az Explorer EV 2023 szeptemberétől lesz megrendelhető, az első egységek még ugyanazon év decemberében érkeznek meg. 

## Áttekintés
A felfedezőt 2023. március 21-én mutatták be. A Volkswagen ID.4- tel azonos MEB-platformra épülő jármű a két márka folyamatos együttműködésének eredménye, amelynek része a haszonjárművek megosztása is. A németországi kölni üzemben gyártják, amely korábban a Fiesta kisautót gyártotta. 
Az Explorer tervezése Jordan Demkiw vezető tervező irányításával készült.  Bemutatkozása során a Ford kijelentette, hogy a jármű a "német mérnöki technikát" ötvözi a márka "ikonikus amerikai SUV-designjával". Testvérautójához, az ID.4-hez képest a Ford tervezői rövidebb hátsó részt alakítottak ki, az A-oszlopokat tovább mozdították hátra, és szélesebb nyomtávot alkalmaztak. Annak biztosítására, hogy az Explorer „Fordként vezessen”, Demkiw kijelentette, hogy a jármű eltérő lengéscsillapítókat, gumiabroncsokat és felfüggesztési hangolást kapott, mint Volkswagen társa.  A Ford kifejezetten a Volkswagen ID.3 és ID.4 között félúton választotta ki a jármű hosszát, hogy elkerülje a közvetlen versenyt mindkét modellel. 
A belső térben az Explorer állítható, 14,6 hüvelykes portré kijelzővel kapható, amelyen a Ford Sync Move szoftvere fut, amely lehetővé teszi a teljes képernyős térképezést és az összes okostelefon csatlakozási lehetőség elérését. A képernyő szöge 20 fokozatban, akár 30 fokkal állítható a könnyebb használat és a tükröződés elkerülése érdekében. Az Explorer EV egy 5,0 hüvelykes, lebegő digitális műszerkijelzővel is rendelkezik, amely a vezetési adatokat, az akkumulátor töltöttségi szintjét és a vezetőtámogató állapotot mutatja.
Az Explorer csomagtartója beépített csomagtartót tartalmaz, amely a csomagtérajtóval együtt mozog a könnyebb hozzáférés érdekében. A csomagtér besorolása 450 L (15,9 cu ft) vagy 1400 L (49,4 cu ft) lehajtott hátsó ülésekkel. Sablon:Ford

## Részletek
Az Explorer opciói a hátsókerék-hajtású változattal kezdődnek, amely 168 féklóerő (170 PS; 125 kW) as lóerő. 55-össel van felszerelve kWh (52 kWh használható) akkumulátor, becsült hatótávolsága akár 350 kilométer (217 mi) . További opciók közé tartozik egy erősebb, egymotoros modell 282 féklóerő (286 PS; 210 kW) vel, nagyobb 82-vel kWh (77 kWh használható) akkumulátor, amelynek névleges teljesítménye körülbelül 540 kilométer (336 mi) egy töltéssel. Ennek a modellnek a maximális töltési sebessége is 170 kW. Az Explorer zászlóshajó modellje kettős motorral rendelkezik, kombinált 335 féklóerő (340 PS; 250 kW), ugyanolyan akkumulátorral és töltési képességekkel, mint a középkategóriás modell. A legdrágább modell 490 kilométer (304 mi) re képes hatótávolsága 1400 kilogramm (3086 lb) vontatási képességgel . Minden modell képes 10-80 százalékos gyorstöltésre, körülbelül 25 perc alatt.  A rendelkezésre álló kerékméretek 19, 20 és 21 hüvelyk. 

## Marketing
Az Explorer európai bevezetésének előmozdítása érdekében az autógyártó bejelentette, hogy az elektromos jármű a világ körüli utazásra indul, Lexie Alford vezetésével, aki a világ minden országában a legfiatalabb látogató rekordja. 

## Külső linkek
- Hivatalos weboldal (Egyesült Királyság)

## Fordítás
Ez a szócikk részben vagy egészben  a   Ford Explorer EV című angol Wikipédia-szócikk ezen változatának fordításán alapul.  Az eredeti cikk szerkesztőit annak laptörténete sorolja fel. Ez a jelzés csupán a megfogalmazás eredetét és a szerzői jogokat jelzi, nem szolgál a cikkben szereplő információk forrásmegjelöléseként.